# Setor hiperbólico
Um setor hiperbólico é uma região do plano cartesiano {(x,y)} delimitada pelos raios desde a origem a dois pontos (a, 1/a) e (b, 1/b) e a hipérbole xy = 1.
Em um setor hiperbólico em posição padrão a = 1 e b > 1.
A área de um setor hiperbólico em posição padrão é o loge b. (Demonstração: Integrar sob a curva 1/x entre 1 e b, e somar-lhe a área do triângulo {(0, 0), (1, 0), (1, 1)}, e debitar-lhe a área do triângulo {(0, 0), (b, 0), (b, 1/b)})
Quando um setor hiperbólico se encontra em posição padrão o mesmo se relaciona com um ângulo hiperbólico positivo.